# Méléagre (général)
Pour les articles homonymes, voir Méléagre.
Méléagre (en grec ancien Mελέαγρος / Meleagros), né vers 360 av. J.-C., mort en 323, est un officier macédonien sous le règne d'Alexandre le Grand, au titre de taxiarque d'un bataillon de la phalange. Il s'oppose à Perdiccas après la mort du roi, querelle à la suite de laquelle il est exécuté.

## Biographie

### Général d'Alexandre
Les origines sociales de Méléagre sont méconnues. Nous savons qu'il est le fils de Néoptoléme et supposons qu'il est issu de la « classe moyenne » de Macédoine. Cette hypothèse peut être appuyée par le fait qu'il n'a pas de lien étroit avec l'aristocratie macédonienne. Sa date de naissance est incertaine, mais plusieurs indices permettent d'appuyer l’hypothèse de sa jeunesse : d'abord le fait qu'il ne fait pas partie des vétérans de l'armée libérés par Alexandre après la sédition de 324 av. J.-C., ce qui suppose qu'il ait été un « jeune » général ; l'autre élément est la date de son mariage en 334. Nous ne savons pas non plus s’il a été nommé taxiarque, chef de régiment dans la phalange, sous le règne de Philippe II ou sous celui d'Alexandre.
La trace de ses premiers faits d'armes remonte en 335 lorsqu’en compagnie d'un dénommé Philippe, il est chargé de ramener au camp macédonien le butin pris lors de la bataille contre les Gètes, une tribu du nord de la Thrace. Avant de se tourner vers l'Asie, Alexandre cherche en effet à assurer la sécurité de son royaume. En une nuit, son armée traverse le Danube, rase leur capitale et s'empare de ses richesses. Par la suite, Méléagre n’apparaît pas dans les campagnes européennes d'Alexandre, comme c'est le cas par exemple pour Cratère, alors que d’autres généraux y figurent comme Perdiccas ou Coénos. Il est mentionné durant de la bataille du Granique en 334. Il occupe le flanc gauche de la phalange entre les troupes de Philippe et celles de Cratère. Il se joint à Perdiccas et Amyntas lors du siège d'Halicarnasse la même année. De Carie, Méléagre est chargé avec Coénos et Ptolémée d'amener en Macédoine des soldats récemment mariés, pour qu'ils passent l'hiver avec leurs épouses ; lui-même vient de se marier (le nom de son épouse est inconnu).
Au printemps 333, il rejoint Alexandre à Gordion, accompagné des recrues enrôlées durant l'hiver, soit 3 000 fantassins et 600 cavaliers , dont 600 Macédoniens, 200 Thessaliens et 1 500 Éoliens. Il participe à bataille d'Issos et à la bataille de Gaugamèles ; mais son action n'est pas connue au-delà de sa position dans la phalange. Durant la bataille des Portes persiques, au début de l'année 331, il est chargé avec Cratère de faire diversion contre Ariobarzane, le satrape de Perside, pendant qu'Alexandre effectue une manœuvre d'encerclement.
Méléagre n'est plus mentionné avant l'été 329, date à laquelle, d'après le témoignage de Quinte-Curce, il participe avec Perdiccas à la lutte en Sogdiane et en Bactriane contre les populations rebellées. Au printemps 328, alors qu'une partie de l'armée macédonienne, après avoir hiverné à Bactres, repart pour la Sogdiane, Méléagre reste en Bactriane, avec Polyperchon, Attale et Gorgias, pour empêcher une agitation. Puis finalement, il rejoint Coénos en Sogdiane où il reste jusqu'en 327. La même année avec ses hommes, ainsi que ceux de Cleitos et Gorgias, ils accompagnent Perdiccas et Héphaistion chargés de soumettre les peuples vivant sur la rive sud du Cophen (vallée de Kaboul) et de préparer la traversée de l'Indus. Durant la bataille de l'Hydaspe en 326, Méléagre, Attale et Gorgias occupent une position à mi-chemin entre celle de Cratère et le point de passage réservé à Alexandre. Ils sont tous les trois placés à la tête de la cavalerie et de l'infanterie mercenaire, en plus de leurs propres brigades avec pour ordre de traverser le fleuve et de stopper la charge des éléphants. En juillet 325, Alexandre confie le commandement du corps de soldats désirant retourner en Macédoine à Cratère, assisté de Méléagre et d'Attale. Avec la moitié de la phalange, les éléphants et les vétérans, ils remontent par l'Arachosie et la Drangiane. Pour toute l'armée macédonienne, ce retour est éprouvant et les pertes sont importantes.

### Méléagre et la succession d'Alexandre
Méléagre est mentionné comme étant présent parmi les convives du dernier banquet d'Alexandre organisé par Médios de Larissa en mai 323 av. J.-C.. Une rumeur, forgée durant les guerres des Diadoques, l'accuse d'avoir fomenté un complot visant à empoisonner le roi. Cette rumeur est contestée par Arrien et Plutarque. Alexandre ne désigne pas de successeur officiel, mais il aurait confié sur son lit de mort l'anneau royal à Perdiccas, son second depuis la mort d'Héphaistion, faisant de lui le chiliarque (ou régent) de l'empire.
Alexandre laisse comme seul héritier un enfant à naître, le futur Alexandre IV conçu avec Roxane, et son demi-frère Philippe III, inapte à régner du fait d'une déficience mentale. Quant aux conquêtes, un différend agite les généraux d'Alexandre concernant la gestion des territoires, personne ne semblant d'accord sur la nécessité ou non de conserver l'hérédité et l'unité de l'Empire. Deux conceptions vont alors s'affronter. Certains comme Perdiccas souhaitent un pouvoir central fort et les autres comme Ptolémée souhaitent une plus forte autonomie des provinces. Les officiers se réunissent en conseil pour prendre une décision. Une solution temporaire est trouvée afin de conserver l'unité de l'Empire. Si l'épouse d'Alexandre, Roxane donne naissance à un fils, celui-ci deviendrait l'héritier. Perdiccas et Léonnatos, auxquels le conseil prête serment, sont désignés tuteurs provisoires de l'enfant à naître. Mais Méléagre récuse la décision prise par le conseil. Il affirme en effet qu'il ne faut pas attendre la naissance de l'enfant dont le sexe est incertain alors qu'il y a déjà des successeurs disponibles, à savoir le demi-frère ou encore le fils bâtard d'Alexandre né de Barsine. Par ailleurs, il n'admet pas que le futur roi soit de sang perse tandis que le mécontentement gagne les fantassins de la phalange, indignés qu'aucune part de la décision ne leur soit laissée. Ils choisissent donc de donner le titre de roi à Philippe III, ce qui provoque de vives tensions avec la cavalerie favorable aux décisions du conseil.

### Exécution de Méléagre
Afin d'apaiser les tensions nées des querelles de succession, Perdiccas délègue Méléagre et Attale pour négocier avec les fantassins car ils exercent une grande influence sur eux. Oubliant leur mission et afin de satisfaire leurs ambitions personnelles, ils décident de se ranger du côté des soldats et font irruption en armes dans le palais royal où gît encore le cadavre d'Alexandre. Surpris par la tournure des événements, Perdiccas prend la fuite, abandonnant Babylone, et trouve refuge aux portes de la ville, dans le camp de la cavalerie. Pour Méléagre, il est dangereux que ce dernier reste en vie. Il envoie avec Attale des hommes pour le faire assassiner, mais Perdiccas, grâce à son éloquence, parvient à convaincre les fantassins de se ranger derrière lui. Les deux partis doivent donc trouver un compromis. C'est grâce au chancelier d'Alexandre, Eumène de Cardia, qu'un accord est trouvé. Celui-ci stipule que les cavaliers reconnaissent comme roi Philippe III et que si Roxane donne naissance à un fils celui-ci serait également roi. Cratère est désigné protecteur (prostatès) des rois, Perdiccas conserve le titre chiliarque tandis que Méléagre devient hipparque, soit commandant de la cavalerie. Pour autant Perdiccas se méfie de Méléagre car celui-ci exerce encore une grande influence auprès des fantassins de la phalange. 
Comme des Macédoniens se sont entretués à la suite des querelles de succession, il est convenu que l'armée doit se purifier par des lustrations solennelles. La cérémonie, selon les usages, se déroule en rase campagne. Un chien est coupé en deux et une certaine distance doit séparer les parties du corps. L'armée doit alors défiler entre les deux parties avec à sa tête le roi et les officiers de haut rang. Puis pour terminer la cérémonie, la cavalerie avec ses éléphants et l'infanterie prennent position l'une en face de l'autre et doivent simuler un combat. Perdiccas et Philippe III prennent le commandement de la cavalerie et Méléagre celui de l'infanterie. C'est alors que Perdiccas au nom du roi menace de charger avec les éléphants droits sur eux s'ils ne livrent pas les meneurs de la dernière révolte. L'infanterie, impuissante, livre une trentaine de soldats et ceux-ci sont écrasés par les éléphants. Méléagre ne quitte pas sa place mais de retour au quartier militaire, se sentant en danger, part se réfugier dans un temple. Mais Perdiccas est déterminé à le faire exécuter afin d'asseoir son autorité, quitte à trouver de faux motifs. Il explique alors au roi que Méléagre a voulu le tuer et que c'est pour cela qu'il a pris la fuite. Méléagre, sur ordre du roi, est alors mis à mort sur les marches de l'autel. Par ce geste, Perdiccas montre aux généraux le sort réservé à ses adversaires.

## Sources
- Arrien, Anabase [lire en ligne] ; Histoire de la Succession d'Alexandre, Fragmente der griechischen Historiker, II B, 156, 1923-1930.
- Diodore de Sicile, Bibliothèque historique [détail des éditions] [lire en ligne], XVII, XVIII.
- Justin, Abrégé des Histoires philippiques de Trogue Pompée [détail des éditions] [lire en ligne], XIII.
- Quinte-Curce, L'Histoire d'Alexandre le Grand [lire en ligne].